# Александр I (царь Имеретии)
Александр I (груз.: ალექსანდრე I, Александре I), (род.? — ум. в 1389) — из династии Багратионов, был царём западногрузинского царства Имерети с 1387 по 1389 год. До этого он был эриставом Имерети, под покровительством царя Грузии.

## Биография
Александр родился где-то после 1358 года в семье Баграта I Малого, тогдашнего князя (и бывшего царя 1329—1330 гг.) Имерети, и его жены, атабека Джакели из Самцхе.
После смерти отца в 1372 году Александр был назначен царем Грузии Багратом V эриставом Имеретии.
В 1387 году он воспользовался вторжением Тимур-ленга в Грузию и провозгласил себя царем Имерети в Гелатском монастыре, но город Кутаиси остался в руках сторонников Баграта V и князей Мегрелии, Гурии, Абхазии и Сванетии, которые отказались присоединиться к нему.
Александру удалось захватить несколько крепостей в Имеретии, но Кутаиси остался вне его контроля.
Он умер в 1389 году, и ему наследовал его брат Георгий I, который также стал царём Имеретии с 1389 по 1392 годы.

## Семья
Александр был женат на Ане Орбелиани.
У него было двое детей:
- батонишвили Деметре (умер в 1455 г.), герцог Имеретинский;
- батонишвили Тамара (умерла ок. 1441 г.), жена Александра I Великого. От этого брака имели сына — последнего царя объединённой Грузии, Георгия VIII.